# Cultura del Mezcala

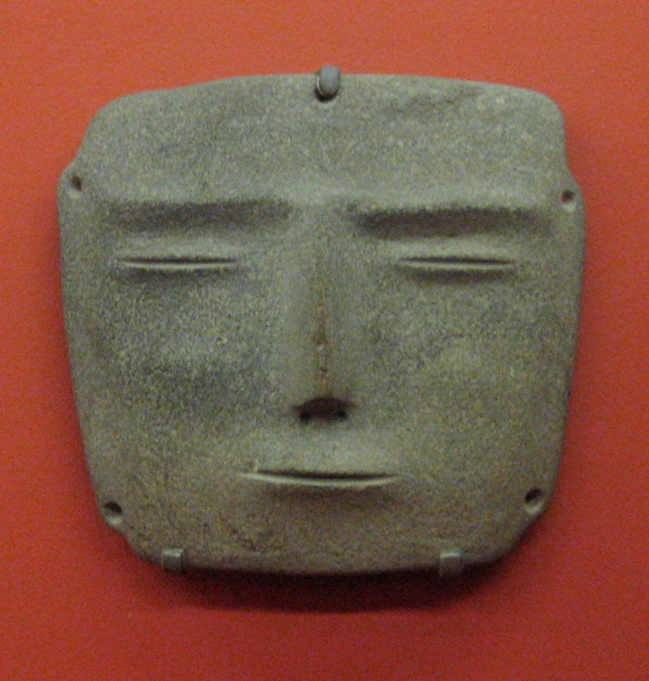
Máscara

La cultura del Mezcala es una cultura arqueológica mesoamericana que se desarrolló en el actual estado de Guerrero, en el sur de México. Probablemente los miembros de esta cultura , o parte de ellos, eran hablantes de cuitlateco.

## Contexto geográfico
La cultura del Mezcala se desarrolló en la depresión del río Balsas, en el entorno del río Mezcala, entre los períodos Preclásico y Clásico, a lo largo de los doce siglos comprendidos entre 200 a. C. y 1000 d. C. En su época de mayor apogeo, la cultura Mezcala ocupó una extensión de unos 25 000 km².

## Materiales Arqueológicos
Se conoce su existencia por lo menos desde hace varias décadas, cuando los arqueólogos que investigaban la región de Guerrero descubrieron importantes yacimientos de figurillas talladas en jade y otras piedras semipreciosas, con un estilo geometrizante muy peculiar.  Es claro que este pueblo compartía elementos comunes al resto de la Mesoamérica, aunque también ciertos rasgos distintivos, como el empleo del arco falso o maya.
El sitio más antiguo de la cultura mezcala conocido en la actualidad es La Organera-Xochipala, en la ribera del río Mezcala, del que toma su nombre este complejo cultural. La estatuaria Mezcala alcanzó gran difusión en toda el área mesoamericana en virtud de su relación con los principales centros de poder de la región, como Teotihuacán, e incluso se han encontrado objetos de esta cultura en el Templo Mayor de Tenochtitlan, construido muy posteriormente a la desaparición de la cultura mezcala.

### Templo Mayor de Tenochtitlán

#### Lítica pulida
Las esculturas portátiles tienen la característica notable de tener rasgos esquemáticos, arqueólogos como Bertina Olmedo Vera y Carlos Javier González realizaron una clasificación de los objetos recuperados de las ofrendas del Templo Mayor de Tenochtitlán; dicho trabajo consideró las características morfológicas, petrográficas, así como la presencia y ausencia de ciertos atributos (taxonomía numérica). La investigación expuso la necesidad de tener en cuenta que el término de ¨estilo mezcala¨ se emplea por diversos investigadores para referirse a las piezas provenientes del actual estado de Guerrero. Miguel Covarrubias en 1948, estableció cinco estilos, para Guerrero y áreas relacionadas con otras partes de México: Estilo Olmeca o de la Venta, Olmecoides u Olmeca Guerro, Olmeca Teotihuacano y Locales (característicos de la región del Río Mezcal). Analizaron y compararon las máscaras de las ofrendas, entre ellas las de estilo Teotihuacano, con las máscaras de Templo Mayor encontrando diferencias significativas.